# Muhammad Hammad
Muhammad Ibrahim Abd as-Sattar Hammad, Mohamed Ibraheam Abdel Satar Hammad (ar. محمد إبراهيم عبدالستار حماد; ur. 10 września 1951) – egipski zapaśnik walczący w obu stylach. Olimpijczyk z Los Angeles 1984, gdzie zajął ósme miejsce w stylu klasycznym i odpadł w eliminacjach w stylu wolnym. Startował w kategorii 74 kg.
Czwarty na igrzyskach śródziemnomorskich w 1975. Srebrny medalista igrzysk afrykańskich w 1978. Zdobył sześć złotych medali na mistrzostwach Afryki, w 1979, 1981, 1982 i 1985. Szósty w Pucharze Świata w 1984 i 1985 i piąty w stylu wolnym i siódmy w klasycznym w 1982 roku.
- Turniej w Los Angeles 1984 - styl klasyczny

Pokonał Kolumbijczyka Romelio Salasa i Marokańczyka Abdela Aziza Tahira a przegrał z Rumunem Ștefanem Rusu i Finem Jouko Salomäki.
- Turniej w Los Angeles 1984 – styl wolny

Przegrał z Kolumbijczykiem Romelio Salasem i zawodnikiem Korei Południowej Hanem Myeongiem-u i odpadł z turnieju.